# Заджик, Долора
Доло́ра За́джик (англ. Dolora Zajick, род. 24 марта 1952 года, Сейлем, США) — американская оперная певица, меццо-сопрано, специализируется в вердиевском репертуаре. Является одной из ведущих современных драматических меццо-сопрано, исполняющих музыку Верди. The New York Times характеризует голос Заджик как «один из величайших голосов в истории оперы».

## Биография
Долора Заджик родилась в Орегоне, но выросла в Неваде. Училась на подготовительном курсе Университета в Рино и пела в хоре Невадской оперы. Вокальное дарование Заджик заметил дирижёр Невадской оперы Тед Паффер, он и стал первым преподавателем Долоры по вокалу, заложил основы вокальной техники и поддерживал её в начале исполнительской карьеры. Долорес окончила Университет в Рино со степенью бакалавра, а затем магистра музыки. Продолжила образование в Манхэттенской музыкальной школе в Нью-Йорке. В 1982 году Заджик выступила на седьмом Международном конкурсе имени Чайковского в Москве и завоевала бронзовую медаль. Певица стала единственным лауреатом из-за рубежа в этом году и первой в истории конкурса американкой, занявшй призовое место. После окончания школы певицу пригласили в труппу Оперы Сан-Франциско. Её дебют на профессиональной сцене в 1986 году в роли Азучены в опере Верди „Трубадур“ положил начало международному признанию.

## Карьера
Помимо блестящего исполнения партии Азучены, певица хорошо известна интерпретациями ролей Амнерис („Аида“) и Эболи „Дон Карлос“). Заджик исполняла и другие партии меццо-сопрано в операх Верди: Ульрика („Бал-маскарад“), леди Макбет („Макбет“). В репертуаре певицы роли в наиболее исполняемых операх: Принцесса („Адриана Лекуврёр“ Чилеа), Марфа („Хованщина“» Мусоргского), Ежибаба («Русалка» Дворжака), Жанна д’Арк («Орлеанская дева» Чайковского), Сантуцца («Сельская честь» Масканьи), Адальджиза («Норма» Беллини), Далила («Самсон и Далила» Сен-Санса), Леонора («Фаворитка» Доницетти), Иродиада в одноимённой опере Массне. В 2005 году сыграла роль Эльвиры Гриффитс в опере Тобиаса Пикера «Американская трагедия» в Метрополитен-опера.
В последующие годы, продолжая петь свой традиционный репертуар, пополнила его ролями Графини («Пиковая дама» Чайковского), Герцогини («Сестра Анджелика» Пуччини), Ортруды («Лоэнгрин» Вагнера), мадам де Круасси («Диалоги кармелиток» Пуленка).
Со времени дебюта в Сан-Франциско Заджик выходила на сцены величайших оперных театров мира, включая Метрополитен-опера в Нью-Йорке, Ла Скала в Милане, Лирическую Оперу Чикаго, Гранд-опера в Хьюстоне, Арена ди Верона, Венскую оперу, Оперу Бастилии, театр Реал в Мадрид, театре Лисео в Барселоне, Ковент-Гарден, Зальцбургский фестиваль и Choregies d’Orange. Заджик работала с выдающимися дирижёрами, среди них Даниэле Гатти, Валерий Гергиев, Джеймс Ливайн, Лорин Маазель, Зубин Мета, Риккардо Мути, Майкл Тилсон Томас.

## Преподавательская деятельность
В дополнение к сценической карьере Заджик с 2006 года стала движущей силой в деятельности Института молодых драматических голосов. Институт был создан для решения острой нехватки больших голосов драматического плана, необходимых для исполнения величайших ролей в операх Верди, Штрауса и Вагнера. Институт ищет и подготавливает к сценической карьере молодые таланты, предлагая интенсивные летние программы перспективным певцам 15-35-летнего возраста.

## Композитор
Долора Заджик пробует себя и в композиции. В августе 2014 года состоялась премьера её первой оперы «Пути в Сион». Это произведение Заджик написала для ордена Кармелиток в честь празднования 500-летия со дня рождения святой Терезы Авильской. Вокальные и инструментальные достоинства оперы были положительно оценена критиками. Вторая композиция Заджик — хоровая пьеса «Пение птиц» на стихи еврейских детей из антологии I Never Saw Another Butterfly была впервые исполнена в марте 2015 года на втором Национальном молодежном Хоровом фестивале в Сан-Франциско.

## Записи

### CD
- 1987 Верди: Messa da Requiem Ла Скала Риккардо Мути. EMI
- 1991 Верди: «Аида» (Амнерис) Метрополитен-опера, Джеймс Ливайн. Sony
- 1992 Прокофьев: «Иван Грозный»/Александр Невский (кантата) (Невский) Лондонский симфонический оркестр, Мстислав Ростропович. Sony
- 1993 Верди: «Дон Карлос» (Эболи) Метрополитен-опера, Джеймс Ливайн. Sony
- 1994 Верди: «Сила судьбы» (Прециозилла) Ла Скала, Риккардо Мути. EMI
- 1994 Верди: «Трубадур» (Азучена) Метрополитен-опера, Джеймс Ливайн. Sony
- 1995 Массне: «Иродиада» (Иродиада) Опера Сан-Франциско, Валерий Гергиев. Sony
- 1996 Metropolitan Opera Gala: James Levine’s 25th Anniversary. Deutsche Grammophon
- 1998 Дворжак: «Русалка» (Ежибаба) Чешский филармонический оркестр, Чарльз Маккеррас. Decca
- 1999 Dolora Zajick, The art of the dramatic mezzo-soprano. Королевский филармонический оркестр, Чарльз Розенкранц. Telarc

### DVD
- 2000 Верди: «Аида» (Амнерис) Метрополитен-опера, Джеймс Ливайн. Deutsche Grammophon
- 2000 Верди: «Трубадур» (Азучена) Метрополитен-опера, Джеймс Ливайн. Deutsche Grammophon
- 2005 Metropolitan Opera Gala: James Levine’s 25th Anniversary. Deutsche Grammophon
- 2010 Верди: «Дон Карлос» (Эболи) Ла Скала, Даниэле Гатти. Hardy Classic Video
- 2011 Верди: «Аида» (Амнерис) Метрополитен-опера, Даниэле Гатти. Decca
- 2011 Верди: «Трубадур» (Азучена) Метрополитен-опера, Марко Армильято. Deutsche Grammophon